# Peter Orloff
Peter Orloff, né le 12 mars 1944 à Lemgo, est un chanteur allemand.

## Biographie
Peter Orloff vient d'une famille russe, son père, d'origine cosaque, fonda le Chœur des Cosaques de la mer Noire dans les années 1930 que Peter intègre à l'âge de 14 ans. Il étudie ensuite le droit à Cologne. Dans les années 1960, il fonde un groupe, "The Cossaks". L'auteur Heinz Korn le découvre en 1967 et lui fait reprendre Das schönste Mädchen der Welt, un grand succès de Günter Geißler en RDA.
Grâce à ses succès, il entre 30 fous dans le Hit-Parade de la ZDF. Il est un temps exclu de cette émission au début des années 1970, après la révélation des manipulations pour mettre en avant sa chanson Baby Dadamda, dont il se défend.
Il se fait aussi connaître en tant qu'auteur, comme pour Peter Maffay, dont le titre Du, sorti en 1969, sera son plus grand succès. Il écrira aussi pour Freddy Quinn, Rex Gildo, Renate Kern, Bata Illic, Heino, Bernhard Brink, Marion Maerz, Séverine, Elfi Graf, Nina & Mike, Lolita et Julio Iglesias. Il produit aussi un album du groupe rock Franz K. Pour Roy Black, il écrit ses succès Maria Magdalena ou Schenk mir eine Nacht.
En 1974, il tourne dans le film Zwei im siebten Himmel, réalisé par Siggi Götz.
Après le succès du titre Ich liebe Dich, écrit par Drafi Deutscher, et l'émergence de la Neue Deutsche Welle au début des années 1980, sa carrière ralentit. Cependant il se produit toujours autant en Autriche.
Dans les années 1990, Peter Orloff se consacre davantage à la Volkstümliche Musik. Il relance et produit le Chœur des Cosaques de la mer Noire avec qui il chante dans des tournées dans des églises. Le retour du public vers le schlager le fait de nouveau connaître.

## Source de la traduction
- (de) Cet article est partiellement ou en totalité issu de l’article de Wikipédia en allemand intitulé « Peter Orloff » (voir la liste des auteurs).